# Рудный (Екатеринбург)
Ру́дный — посёлок в составе Чкаловского района Екатеринбурга, Свердловской области. Расположен в южной части города Екатеринбурга.

## География
Микрорайон Рудный расположен в южной части города Екатеринбург, к югу от лесопарка Уктусский. В 1,5 км к югу расположена гора Татищева высотой 385,2 метра, высшая точка на территории города.

## Название
Посёлок Рудный получил своё название в связи с открытием в 1829 году жителем села Горный Щит месторождения железных руд, а также их дальнейшей разработки.

### Наземный общественный транспорт
- Остановка «Рудный» Автобус: № 97.